# József Bittenbinder
József Bittenbinder (Pančevo, 31 de dezembro de 1890 — Budapeste, 25 de janeiro de 1963) foi um ginasta húngaro que competiu em provas de ginástica artística pela nação.
Bittenbinder é o detentor de uma medalha olímpica, conquistada na edição de 1912, nos Jogos de Estocolmo. Na ocasião, foi o segundo colocado da prova coletiva ao lado de seus quinze companheiros de equipe, quando superou a seleção do Reino Unido, embora tenha sido derrotado pela equipe italiana de Alberto Braglia.